# Homobó de Cremona
Homobó de Cremona o Homobó Tucenghi (Cremona, Llombardia, segona meitat del segle xii - 13 de novembre de 1197) fou un mercader llombard, conegut per la seva caritat. És venerat com a sant per l'Església catòlica.

## Biografia
Omobono Tucenghi havia nascut en una família menestral cremonesa. L'herència del seu pare, sastre i mercader, li permeté dedicar-se al comerç de la llana, fent-ne la seva fortuna. Casat, no va tenir fills. Dedicat al comerç i la política municipal a Cremona, destinava els seus guanys a la beneficència, per la qual cosa esdevingué popular i estimat a la seva ciutat.
En política, eren temps de lluites intestines entre els partidaris del poder papal i el del Sacre Imperi Romanogermànic, partit pel qual havia pres part Cremona. Homobó va contribuir a apaivagar els conflictes civils i es convertí en una autoritat respectada.
Va morir sobtadament mentre assistia a missa, durant el cant del Gloria a l'església de Sant'Egidio de Cremona, després dedicada a ell mateix.

## Veneració
La seva mort va causar commoció a la ciutat i aviat es parlà de miracles que se li atribuïren. La seva tomba esdevingué lloc de pelegrinatge i el bisbe Sicardo, amb representants de la ciutat, va demanar que n'autoritzés el culte al papa Innocenci III, que el canonitzà el 13 de gener de 1199 anomenant-lo pare dels pobres. Esdevingué així el primer sant laic de la història.
El seu cos reposa a la cripta de la catedral de Cremona. El Consell de Cremona el va proclamar patró de la ciutat en 1643. També es venera com a protector dels mercaders i sastres. Probablement pel seu nom, la comunitat gai de Nova York el considera sant protector.

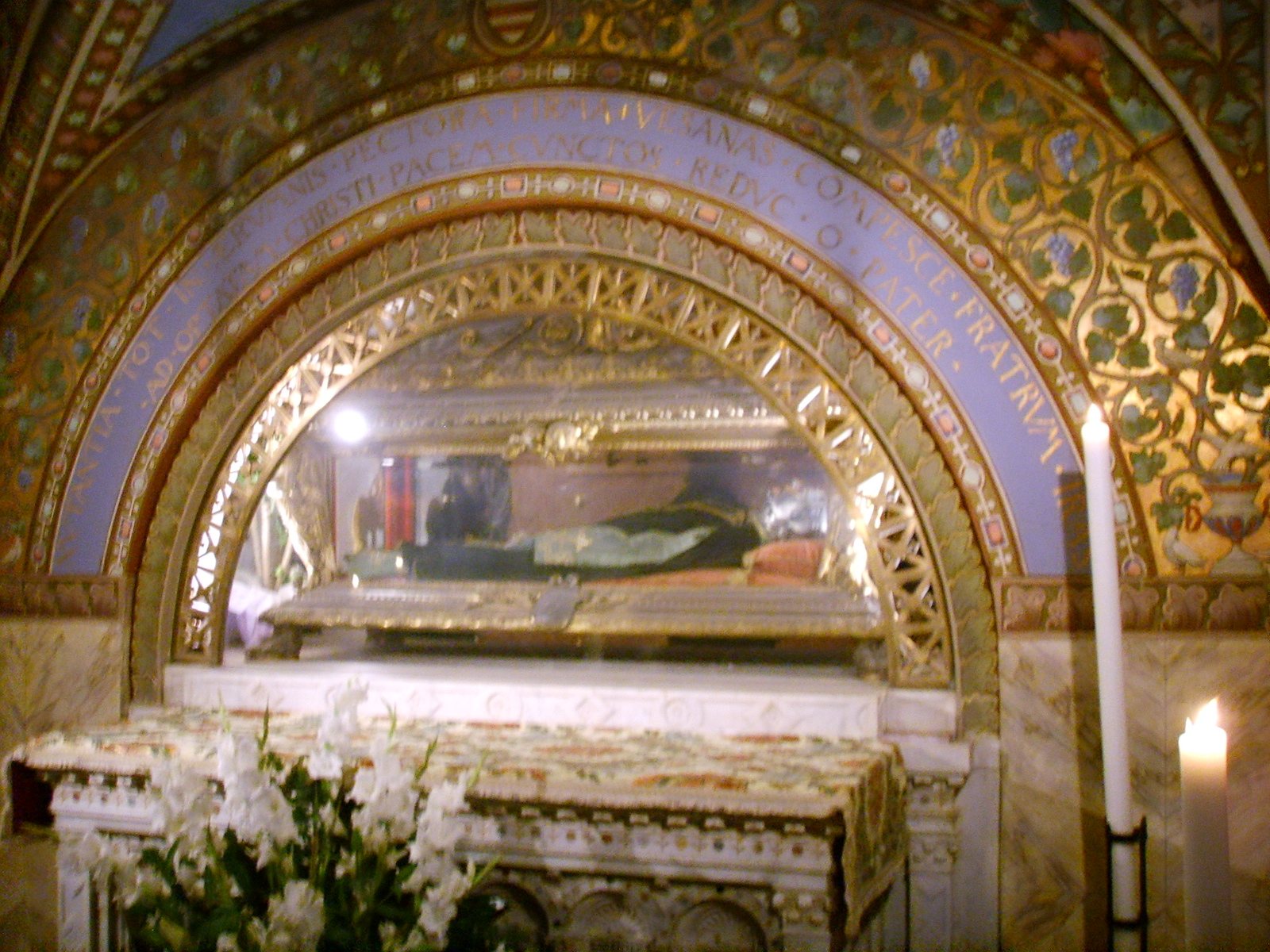
Sepulcre del sant a la catedral de Cremona.
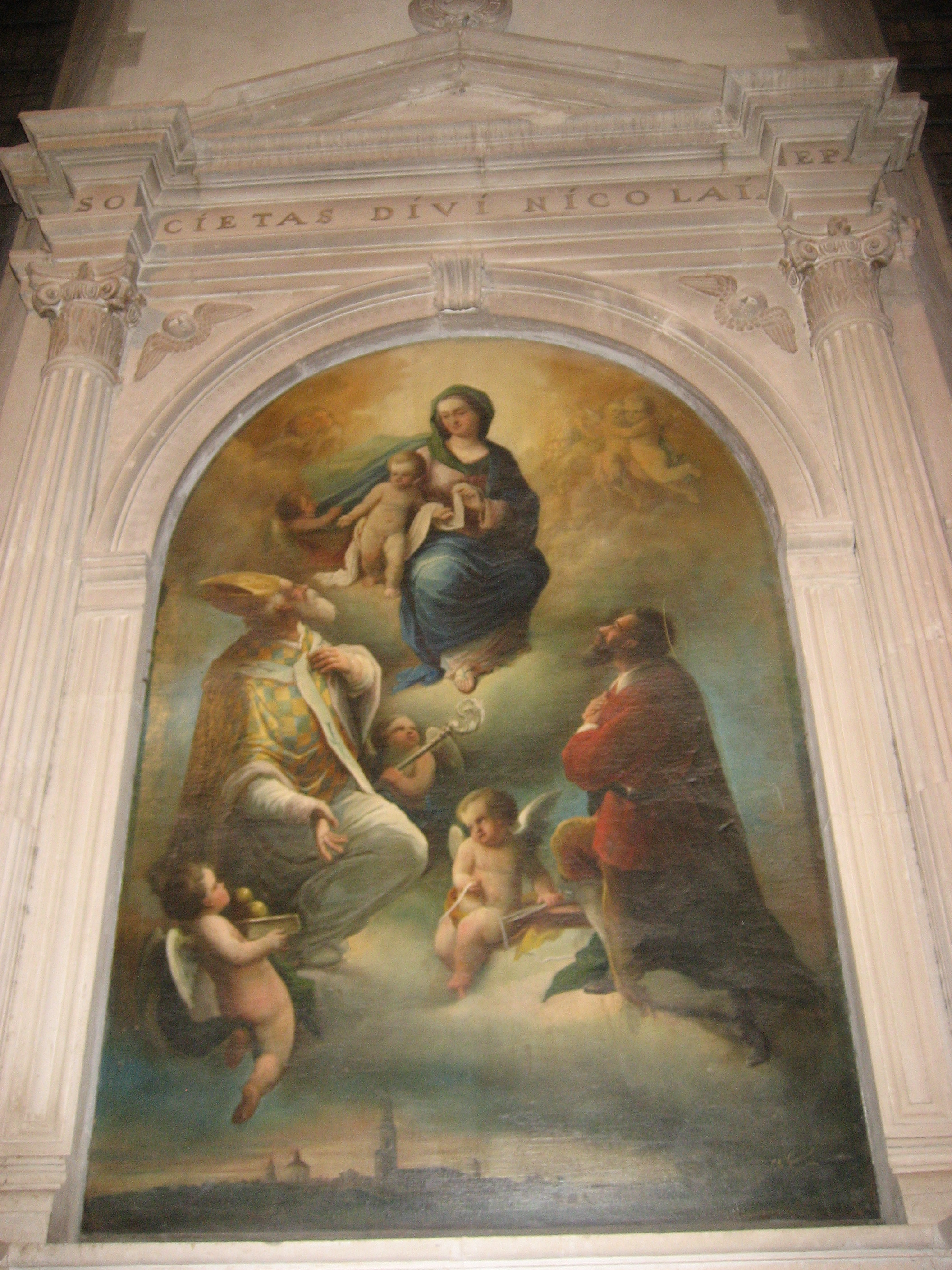
Altar de la Catedral d'Atri amb Maria entre els sants Nicolau i, a la dreta, Homobó, s. XVI
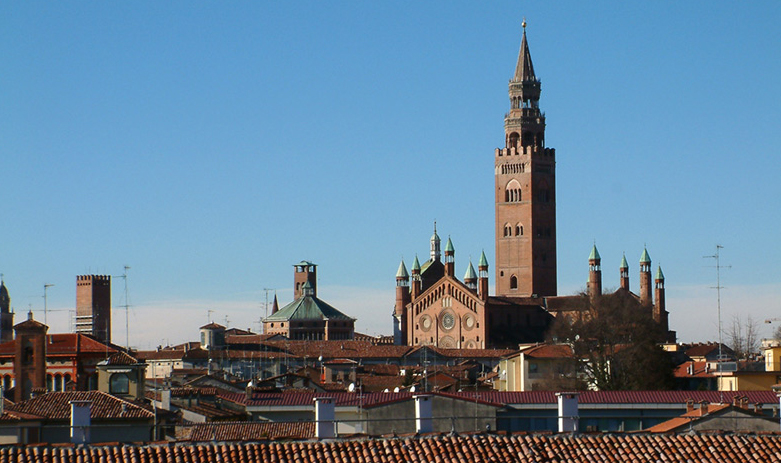
Ciutat i catedral de Cremona